# Miss Panamá 2013
Miss Panamá 2013 la 47.ª  certamen anual del concurso Miss Panamá se llevó a cabo en el Centro de Convenciones Atlapa, Panamá, Panamá, el 30 de abril de 2013.
Esta es la tercera edición del certamen, bajo la dirección de Marisela Moreno ex Miss Mundo Panamá, la OMP (Organización Miss Panamá) y transmitido en vivo por Telemetro Canal 13. Cerca de 13 concursantes de todo Panamá compitieron por la prestigiosa corona. Miss Panamá 2012, Stephanie Vander Werf de Panamá Centro coronó a Carolina Brid Cerrud de Veraguas al final del evento como la nueva Miss Panamá. También Astrid Caballero Miss Intercontinental Panamá 2012 de  Veraguas coronó a su sucesora Sara Bello de Los Santos como la nueva Miss Intercontinental Panamá.
Este año hubo un nuevo cambio después de tres años, regresó la competencia final titulada  "Miss Mundo Panamá", donde se dará a conocer la ganadora del título de Miss Mundo Panamá. Maricely González Miss Panamá Mundo 2012 de Bocas del Toro coronó a Virginia Hernández Panamá Centro como la nueva Miss Mundo Panamá al final del evento. La ganadora no participá en la competencia final.
Carolina Brid Cerrud Miss Panamá Universo representó a Panamá en la edición 62st del concurso Miss Universo 2013 que se celebró en Moscú, Rusia. Virginia Hernández Miss Panamá Mundo, por su parte, representó al país en Miss Mundo 2013, que se celebró en Yakarta, Indonesia, el 14 de septiembre de 2013. Y Sara Bello Miss Panamá Intercontinental representó al país en Miss Intercontinental 2013 en noviembre de 2013 en Alemania.

## Resultados Finales

### Lugares
| Resultados Finales           | Concursante                                                                               |
| ---------------------------- | ----------------------------------------------------------------------------------------- |
| Miss Panamá Universo 2013    | Veraguas - Carolina Brid Cerrud                                                           |
| Miss Panamá Intercontinental | Los Santos - Sara Bello Herrera                                                           |
| Miss Panamá Unidos           | Panamá Centro - María Gabrielle Sealy                                                     |
| Miss Panamá Mesoamérica      | Herrera - Julieth Sánchez                                                                 |
| Top 6                        | Panamá Este - Melanie Ruiz Comarcas - Janitzel Ferrera Pérez Colón - Zumay Elena Antonios |

### Premios especiales
| Premio                    | Concursante                                |
| ------------------------- | ------------------------------------------ |
| Miss Fotogénica           | - Anaís Herrera (Chiriquí Occidente)       |
| Miss Amistad              | - María Alejandra Tejada (Chiriquí)        |
| Miss Educación            | - Jeniffer Angélica Brown (Bocas del Toro) |
| Mejor Silueta             | - María Gabrielle Sealy (Panama Centro)    |
| Mejor Pasarela            | - María Alejandra Tejada (Chiriquí)        |
| Miss Redes Sociales Claro | - María Gabrielle Sealy (Panamá Centro)    |
| Mejor Cabello             | - Sara Bello (Los Santos)                  |
| Mejor Cuerpo              | - Janitzel Ferrera (Comarcas)              |
| Mejor Evolución           | - Julieth Sánchez (Herrera)                |
| Mejor Rostro Flormar      | - * Anaís Herrera (Chiriquí Occidente)     |

## Competencia Trajes Típico
Este año el concurso, celebró en un casting privado. Es una competición que muestra la riqueza del país consagrado en los trajes coloridos y fascinantes hechos por diseñadores panameños que combinan el pasado y el presente de Panamá. El traje ganador lo portara la representante de Panamá en el Miss Universo 2013.
| Resultados Finales | Concurso                             | Diseñador      | Traje                              |
| ------------------ | ------------------------------------ | -------------- | ---------------------------------- |
| Ganador            | Mejor Traje Nacional a Miss Universo | César D'Castro | "Capira"                           |
| 1.ª Finalista      |                                      | César D'Castro | "India Anayansi"                   |
| 2.ª Finalista      |                                      | César D'Castro | "Incidente de la Tajada de Sandía" |

## Preliminar
Celebrada el lunes 29 de abril las candidatas fueron calificadas en traje de baño y entrevista personal.

## Jurados
- Rosario Grajales
- Álvaro Alvarado - presentador de Noticias y periodista.
- Ana Gabriela Strathaman
- Rolando Espino - experto conocedor en certámenes de belleza.
- Muriel Rens - primera finalista de Miss Internacional 1987.
- Stefanie de Roux - presentadora de TV y Miss Panamá 2002.
- Luis Camnitzer - artista conceptual.
- Irene Esser - Miss Venezuela 2011[3][4]
- Héctor Alfonzo
- Ericka Nota - Ex Miss Hawaiian Tropic Panamá.

## Candidatas oficiales (13 finalistas)
Estas son las candidatas seleccionadas para esta edición.
| Estado             | Candidata                       | Edad | Estatura (m)    | Ciudad Natal    |
| ------------------ | ------------------------------- | ---- | --------------- | --------------- |
| Bocas del Toro     | Jeniffer Angélica Brown         | 25   | 1,71 m (5′ 7″)  | Ciudad de Colón |
| Chiriquí           | María Alejandra Tejada Guerrero | 20   | 1,79 m (5′ 10″) | Panamá          |
| Chiriquí Occidente | Anaís Herrera                   | 20   | 1,78 m (5′ 10″) | Panamá          |
| Coclé              | Claudia Cristina De León        | 20   | 1,76 m (5′ 9″)  | Aguadulce       |
| Colón              | Zumay Elena Antonios            | 23   | 1,75 m (5′ 9″)  | Ciudad de Colón |
| Darién             | Manuvis Mina Muñoz              | 18   | 1,73 m (5′ 8″)  | Panamá          |
| Comarcas           | Janitzel Ferrera Pérez          | 22   | 1,82 m (6′ 0″)  | Ciudad de Colón |
| Herrera            | Julieth Sánchez                 | 22   | 1,74 m (5′ 9″)  | Pesé            |
| Los Santos         | Sara del Carmen Bello Herrera   | 25   | 1,66 m (5′ 5″)  | Las Tablas      |
| Panamá Centro      | María Gabrielle Sealy           | 20   | 1,71 m (5′ 7″)  | Penonomé        |
| Panamá Este        | Melanie Marie Ruíz              | 19   | 1,79 m (5′ 10″) | Panamá          |
| Panamá Oeste       | Catherine Michell Pino          | 20   | 1,67 m (5′ 6″)  | Ciudad de Colón |
| Veraguas           | Carolina Brid Cerrud            | 22   | 1,81 m (5′ 11″) | Panamá          |

### Show de presentación
Esta competencia preliminar también llamada Show Preliminar y Consejo de las Misses se celebró el 4 de marzo de 2013, es la noche, cuando las trece finalistas oficiales fueron seleccionadas para la final del Miss Panamá 2012. Un jurado, junto con el asesoramiento de las misses, las finalistas son seleccionadas sobre la base de los resultados de las chicas durante el evento en traje de baño y las categorías de vestido. La candidata número 12, será seleccionada a través de los votos del Consejo de Misses.
- Candidata escogida: María Gabrielle Sealy

## Significado Histórico
- Veraguas gana su quinta corona; la última vez fue en 2010 con Anyolí Ábrego.
- Panamá Centro  clasifica en el top final por sexto año consecutivo
- Veraguas clasifica en el top final por cuarto año consecutivo.
- Los Santos retorna a las finales después de dos años 2011 y gana por segunda vez el Miss Intercontinental.
- Comarcas, Colón clasifican en el top final por primera vez.

## Candidatas preliminares (Top 19)
Chicas escogidas para la preliminar celebrada el lunes 4 de marzo de 2013 para seleccionar el top 12 de finalistas. En color las finalistas eliminadas en la preliminar.

| Concursante                     | Edad | Estatura        | Residencia |
| ------------------------------- | ---- | --------------- | ---------- |
| Nayara Noely García Cuellar     | 22   | 1,66 m (5′ 5″)  | Panamá     |
| Melanie Marie Ruíz              | 19   | 1,79 m (5′ 10″) | Panamá     |
| Arianny Gisell Chávez           | 24   | 1,70 m (5′ 7″)  | Colon      |
| Manuvis Mina Muñoz              | 18   | 1,73 m (5′ 8″)  | Panamá     |
| Jeniffer Angélica Brown         | 25   | 1,71 m (5′ 7″)  | Colon      |
| Sara del Carmen Bello Herrera   | 25   | 1,66 m (5′ 5″)  | Los Santos |
| Catherine Michell Pino          | 20   | 1,67 m (5′ 6″)  | Colon      |
| María Alejandra Tejada Guerrero | 20   | 1,79 m (5′ 10″) | Panamá     |
| María Gabrielle Sealy           | 20   | 1,71 m (5′ 7″)  | Coclé      |
| Julieth Sánchez                 | 22   | 1,74 m (5′ 9″)  | Chitre     |
| Claudia Cristina De León        | 20   | 1,76 m (5′ 9″)  | Coclé      |
| Zumay Elena Antonios            | 23   | 1,75 m (5′ 9″)  | Colon      |
| Carolina Brid Cerrud            | 22   | 1,81 m (5′ 11″) | Panamá     |
| Anaís Herrera                   | 20   | 1,78 m (5′ 10″) | Panamá     |
| Madelen Liseth Batista          | 19   | 1,75 m (5′ 9″)  | Panamá     |
| Nicole Barroso                  | 19   | 1,68 m (5′ 6″)  | Panamá     |
| Janitzel Ferrera Pérez          | 22   | 1,82 m (6′ 0″)  | Colon      |
| Iris Joana Saldaña              | 25   | 1,67 m (5′ 6″)  | Panamá     |
| Yatzury González                | 23   | 1,75 m (5′ 9″)  | Panamá     |

## Miss Panamá Mundo (Reina de Carnaval)
El certamen de Miss Mundo Panamá Reina de Carnaval se llevó a cabo en el Centro de Convenciones Atlapa, Panamá, Panamá, el 8 de enero de 2013. Alrededor de 10 participantes de todo Panamá se disputaron el prestigioso título. Este año, por decisión de la Organización internacional de Miss Mundo, la elección de la nueva soberana mundial se llevará a cabo en una competencia independiente a la elección nacional tradicional. Maricely González Miss Panamá Mundo 2012 coronó a su sucesora al final del evento. La ganadora también será la reina del carnaval de Panamá 2013 y la primera y segunda finalista, serán su primera y segunda princesa.

### Ganadora
| Resultado                                  | Candidatas                                    |
| ------------------------------------------ | --------------------------------------------- |
| Miss Panamá Mundo - Reina de Carnaval 2013 | Panamá Centro - Virginia Hernández            |
| 1.ª Finalista - (Renunció)                 | Los Santos - Andrea Alejandra Quintero García |
| 1.ª Princesa                               | Coclé - Nabil González Lozano                 |
| 2.ª Princesa                               | Chiriquí - Rocío Lezcano                      |
| 3.ª Finalista                              | Panamá - Carolina Garzón                      |

## Candidatas Oficiales (10 Finalistas)
Estas son las candidtas seleccionadas para esta edición del Miss Mundo Panamá.
| Representación | Concursante                        | Edad | Estatura (m)   | Residencia |
| -------------- | ---------------------------------- | ---- | -------------- | ---------- |
| Chiriquí       | Rocío Lezcano                      | 20   | 1,75 m (5′ 9″) | David      |
| Coclé          | Nabil González Lozano              | 22   | 1,74 m (5′ 9″) | Penonomé   |
| Panamá         | Carolina Garzón                    | 19   | 1,74 m (5′ 9″) | Panamá     |
| Panamá         | Yorkibel Marín Quintero            | 21   | 0,0 m (-0′ 0″) | Panamá     |
| Herrera        | Yulieth Sánchez                    | 22   | 1,74 m (5′ 9″) | Chitre     |
| Panamá         | Krizia Pérez                       | 25   | 1,70 m (5′ 7″) | Panamá     |
| Los Santos     | Andrea Alejandra Quintero García   | 23   | 1,74 m (5′ 9″) | Las Tablas |
| Panamá Centro  | Virginia Isabel Hernández Milachay | 22   | 1,73 m (5′ 8″) | Panamá     |
| Panamá         | Manuvis Muñoz                      | 19   | 1,73 m (5′ 8″) | Panamá     |
| Panamá         | Nayanara García                    | 22   | 1,66 m (5′ 5″) | Panamá     |

### Premios especiales
| Premio       | Concursante                          |
| ------------ | ------------------------------------ |
| Miss Amistad | - Virginia Hernández (Panamá Centro) |

## Jueces
- Enrique Hoo
- Anyolí Ábrego: Modelo y Miss Panamá 2010.
- Mónica Aguilera
- José Agustín Espino: cirujano plástico de la Organización Miss Panamá.
- Sorangel Matos: Modelo Internacional, Ex - Reina de Carnaval y Miss Panamá 2007

## Calendario de eventos
Miss Panamá Reina de Carnaval 2013
- Show de presentación, jueves 3 de enero.

- Entrevista con el jurado, lunes 7 de enero.

- Noche final de coronación Miss Panamá Mundo Reina de Carnaval 2013, martes 8 de enero.

Miss Panamá 2013
- Show de presentación y preliminar, lunes 4 de marzo.

- Noche final, coronación de Miss Panamá Universo 2013, martes 30 abril.